# Географія Оману
Оман — західноазійська країна, що знаходиться на південно-східному краї Аравійського півострова . Загальна площа країни 309 500 км² (71-ше місце у світі), з яких на суходіл припадає 309 500 км², а на поверхню внутрішніх вод — 0 км². Площа країни вдвічі менша за площу України. 

## Етимологія
Офіційна назва — Султанат Оман, Оман (араб. عُمان , سلطنة عُمان‎). Назва країни має неясне походження і використовувалась вже в античні часи. Так у Плінія Старшого (I століття) зустрічається топонім Омана (лат. Omana), а у Птолемея (II століття) Оманум емпоріум (лат. Omanum emporium) — торгове місто Оман (сучасний Маскат). Декотрі дослідники виводять топонім від прикметника «аамен» або «амоун», що означає осіла людина (на відміну від бедуїнів). Інші вчені вважають, що країна була названа на честь якого-небудь історичного, легендарного або біблійного героя: Омана бен-Ібрахіма аль-Халіла, Омана бен-Сіба бен-Йатгана бен-Ібрагіма, Омана бен-Катана або Омана бен-Лута (сина біблійного Лота). Треті пропонують виводити назву країни від долини в Ємені, з якої прийшли засновники Маската. Колишня назва — Султанат Маскату і Оману, де Маскат — це прибережна частина, а Оман — континентальна, розділені плато Зеленої гори (араб. الجبل الأخضر‎ — Ель-Джебель ель-Ахдар).

## Географічне положення
Оман — західноазійська країна, що межує з трьома іншими країнами: на півночі — з ОАЕ (спільний кордон — 609 км), на сході — з Саудівською Аравією (658 км), на південному сході — з Єменом (294 км). Загальна довжина державного кордону — 1561 км. Протяжність Оману з північного сходу на південний захід близько 1000 км, із заходу на схід від 130 до 320 км. Оман на півдні й сході омивається водами Аравійського моря, на північному заході (ексклав на півострові Мусандам) — водами Перської затоки, а на північному сході — Оманської затоки Індійського океану. На півночі водами Ормузької протоки відділений від території Ірану. Загальна довжина морського узбережжя 2092 км.

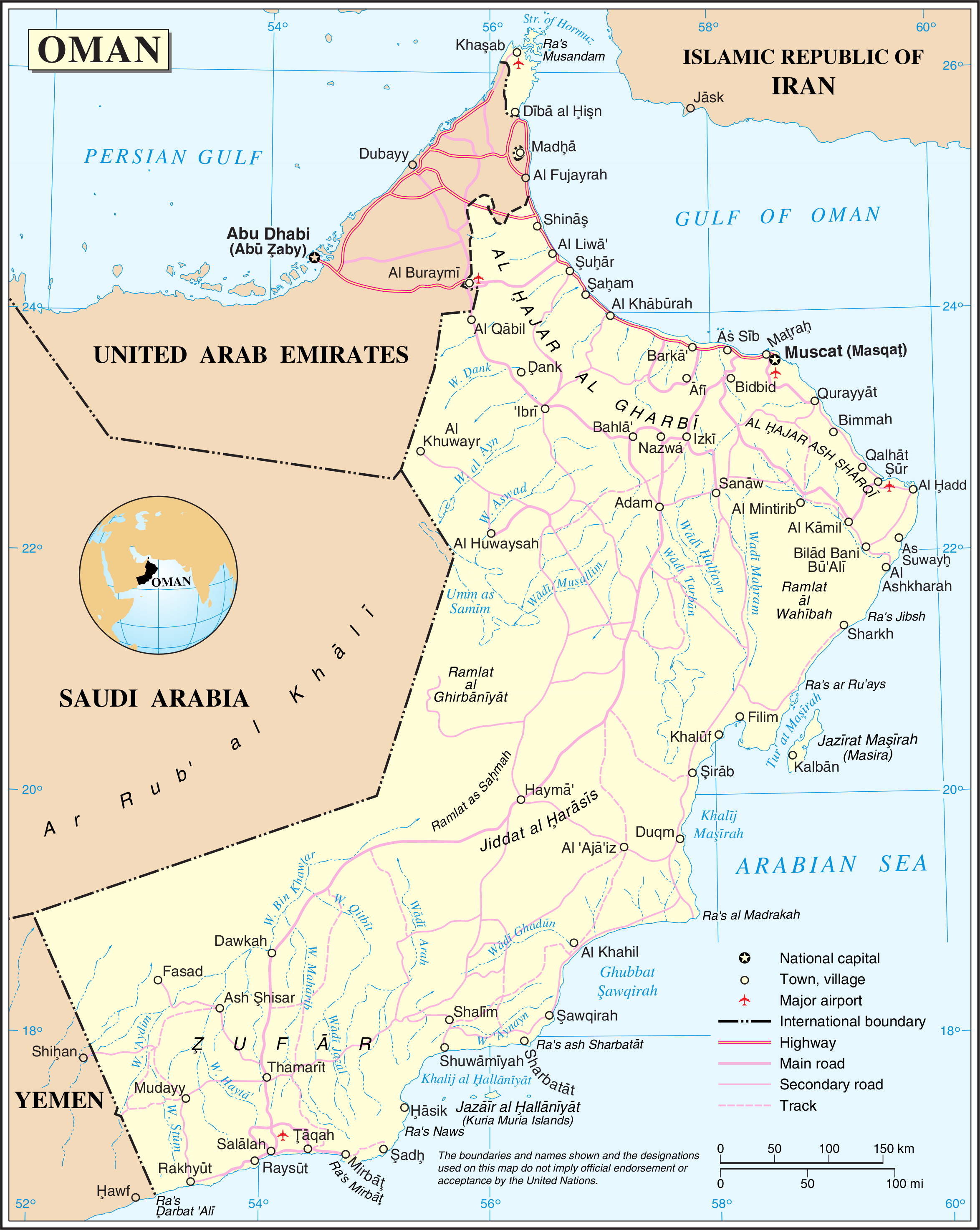
Карта Оману від ООН (англ.)
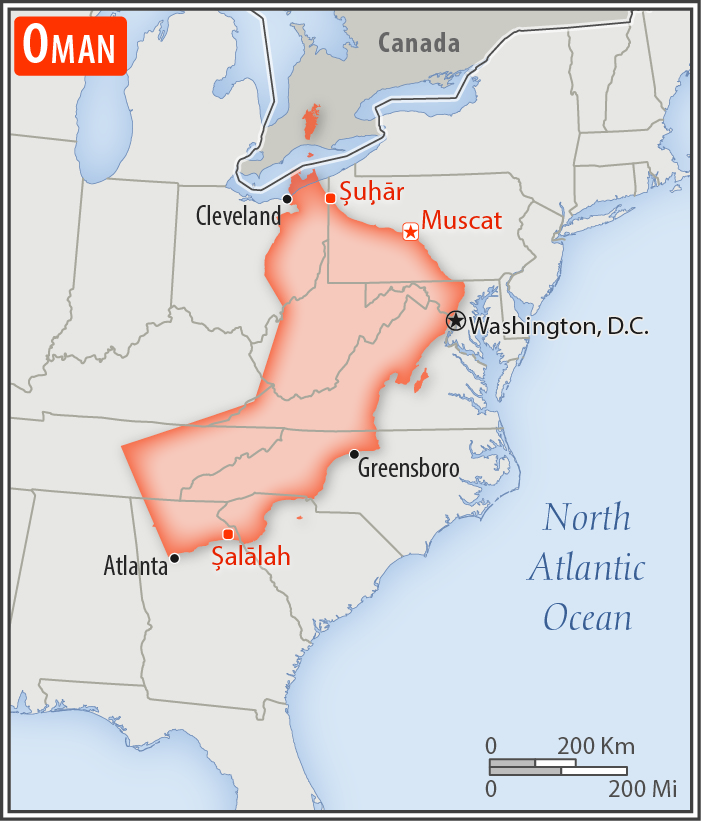
Порівняння розмірів території Оману та США
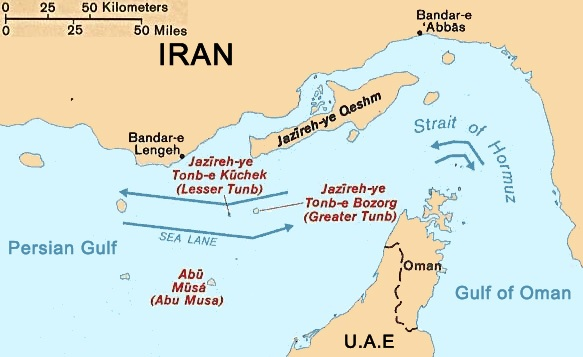
Карта Ормузької протоки

Згідно з Конвенцією Організації Об'єднаних Націй з морського права (UNCLOS) 1982 року, протяжність територіальних вод країни встановлено в 12 морських миль (22,2 км). Прилегла зона, що примикає до територіальних вод, в якій держава може здійснювати контроль необхідний для запобігання порушень митних, фіскальних, імміграційних або санітарних законів простягається на 24 морські милі (44,4 км) від узбережжя (стаття 33). Виключна економічна зона встановлена на відстань 200 морських миль (370,4 км) від узбережжя.

### Час
Час у Омані: UTC+4 (+2 години різниці часу з Києвом).

## Рельєф
Середні висоти — 310 м; найнижча точка — рівень вод Аравійського моря (0 м); найвища точка — гора Еш-Шамс (2980 м). Більша частина поверхні Оману гориста; висоти до 3353 м (г. Шам в масиві Ель-Ахдар). Між горами і Оманською затокою протягається вузькою смугою приморська рівнина Ель-Батіна, найбільш освоєна і заселена частина країни.
На крайній півночі країни на узбережжі Оманської затоки виражена вузька приморська рівнина Ель-Батіна. На південь від неї розташована серія невисоких субпаралельних хребтів гір Ахдар, що підвищуються в південно-західному напрямі, з самою високою точкою країни — горою Шам (3035 м). З півдня до цих гір примикає плато Оман середньою висотою бл. 500 м, значною мірою розчленоване руслами тимчасових водостоків — ваді. Ці водостоки беруть початок в горах і втрачаються в пісках пустелі Руб-Ель-Халі.

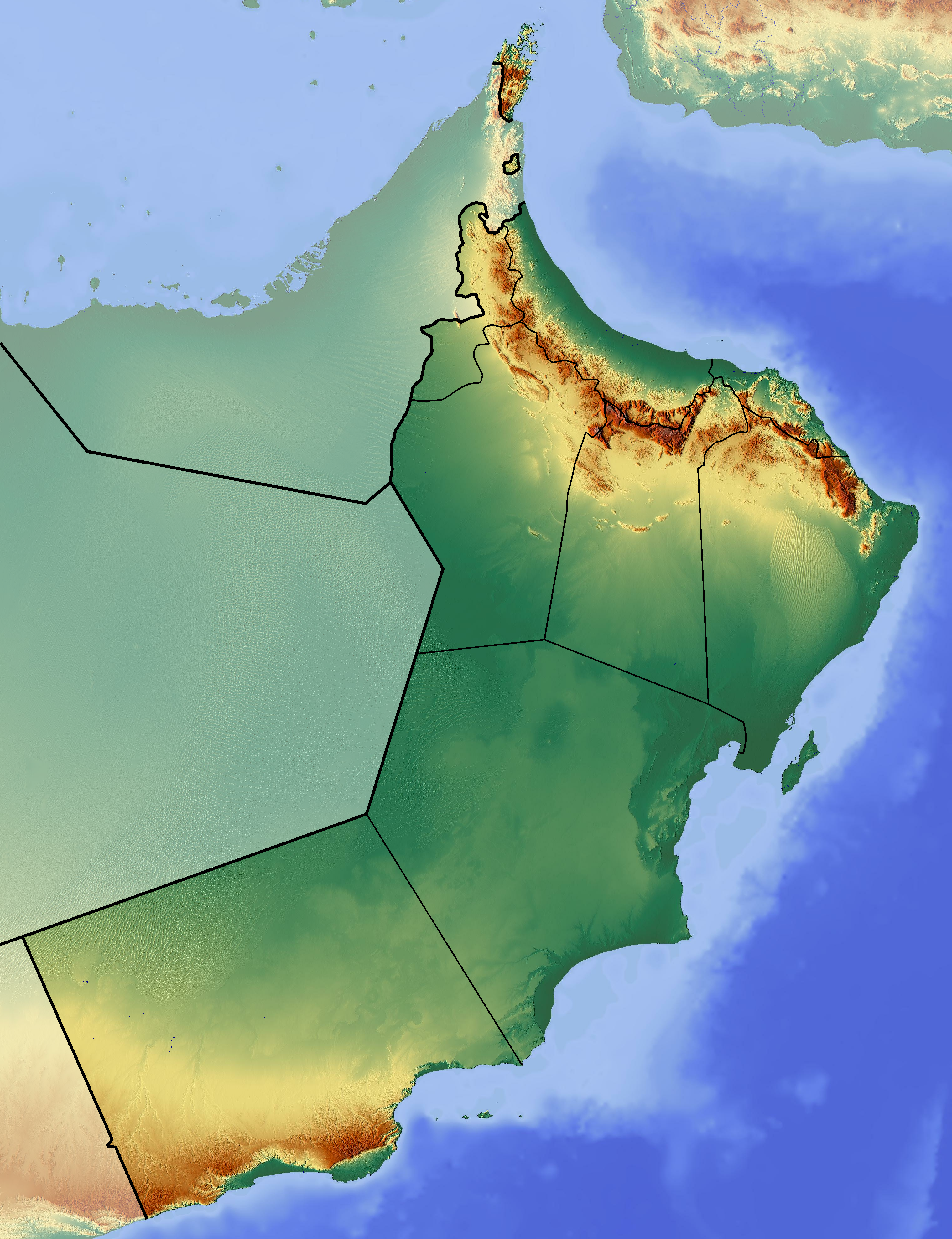
Рельєф Оману
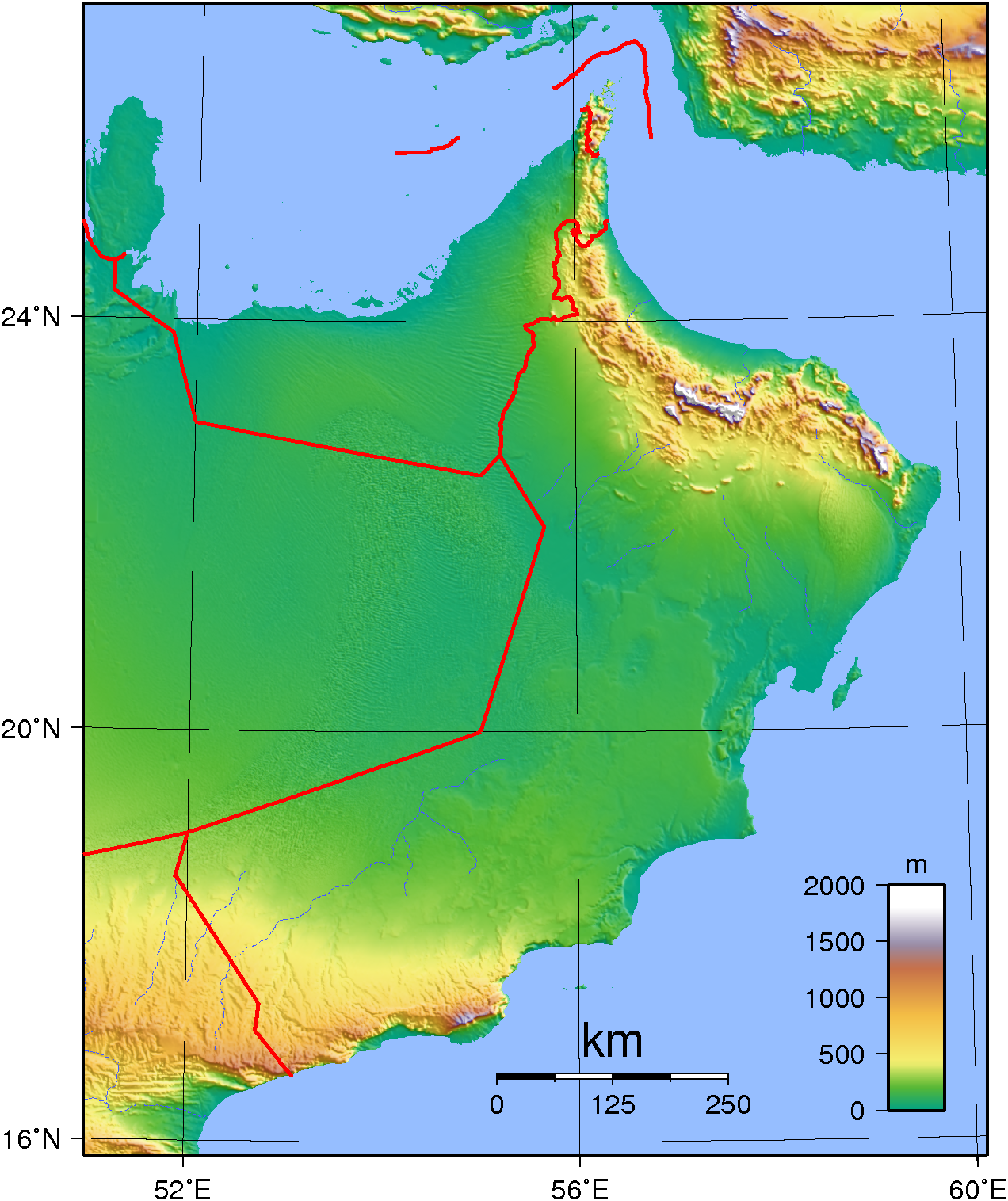
Рельєф Оману
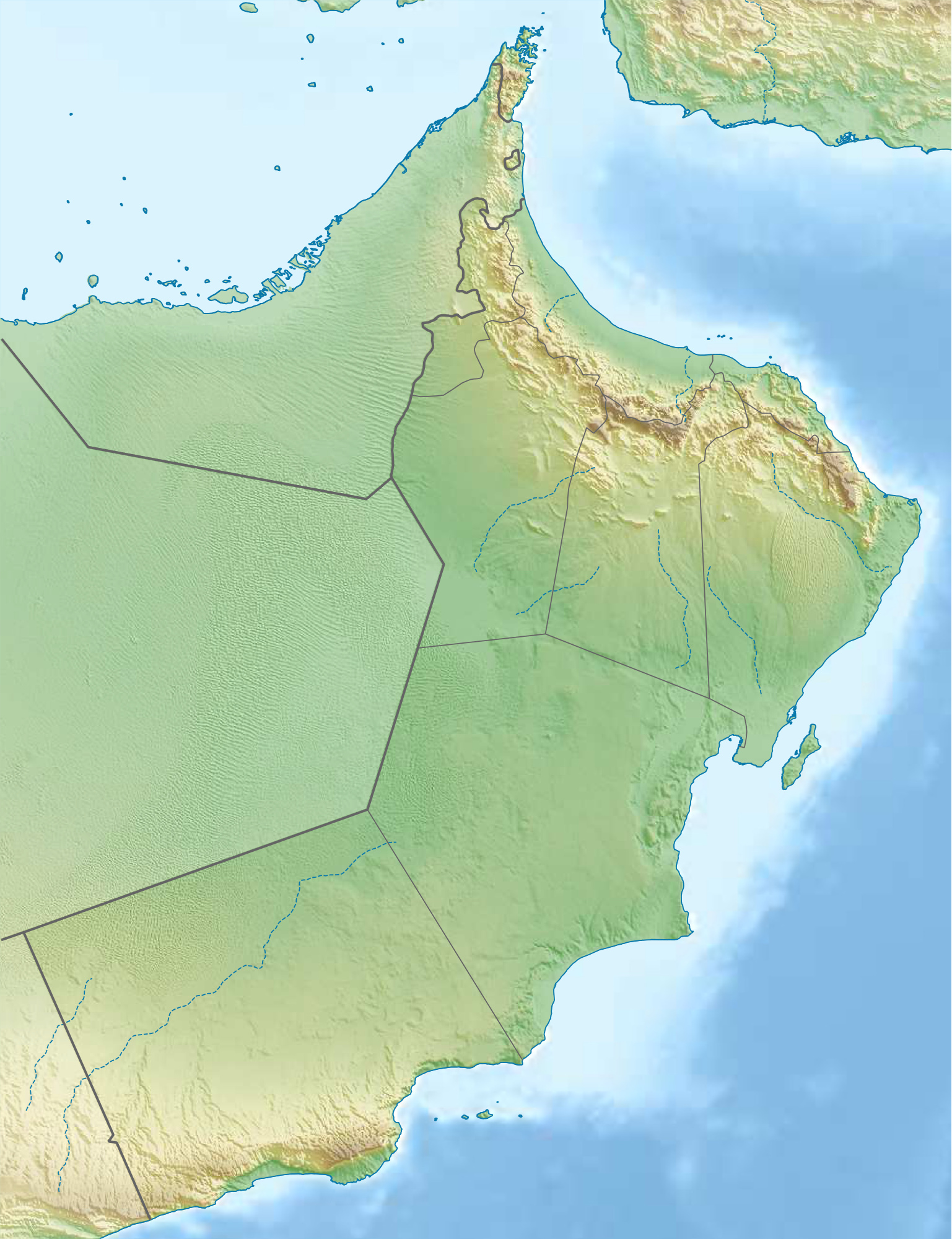
Рельєф Оману
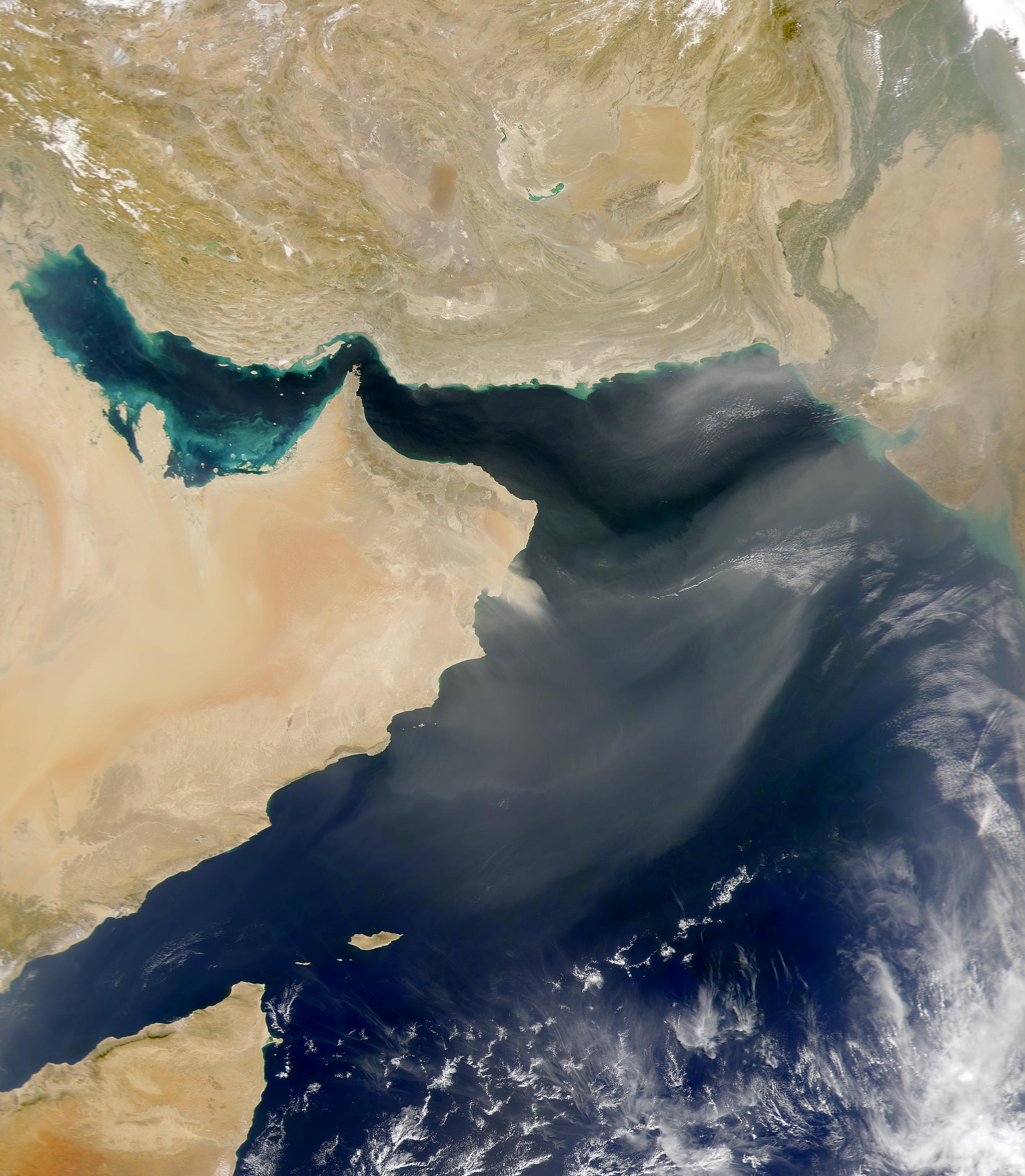
Супутниковий знімок поверхні країни
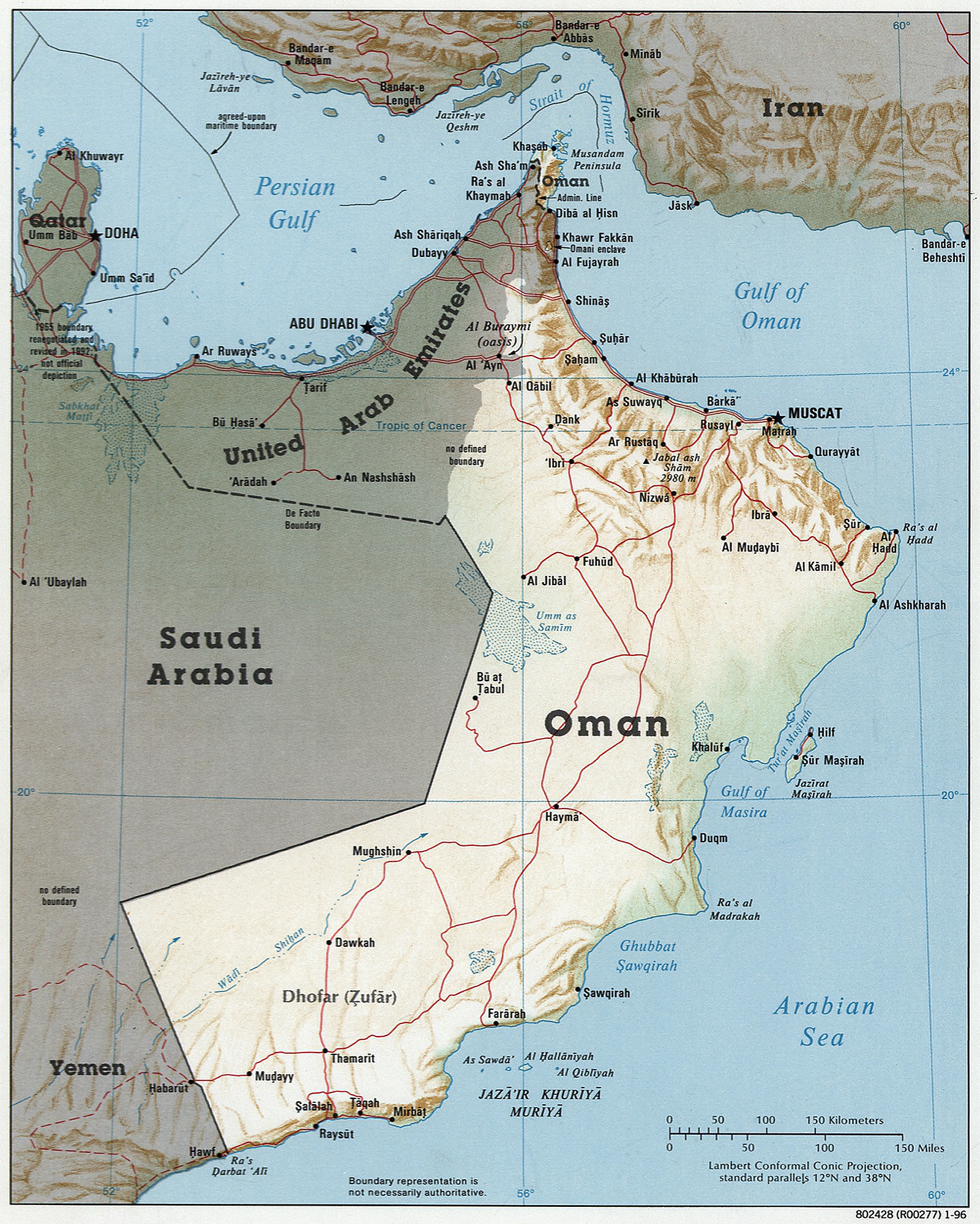
Карта країни (англ.)

На півдні знаходиться пустеля Піски Вахіба.
На крайньому півдні країни розташоване плато Дофар, південний край якого утворюють гори Кара з вершинами, що досягають 1678 м. Гори круто обриваються у бік Аравійського моря і мають більш пологі північні схили.

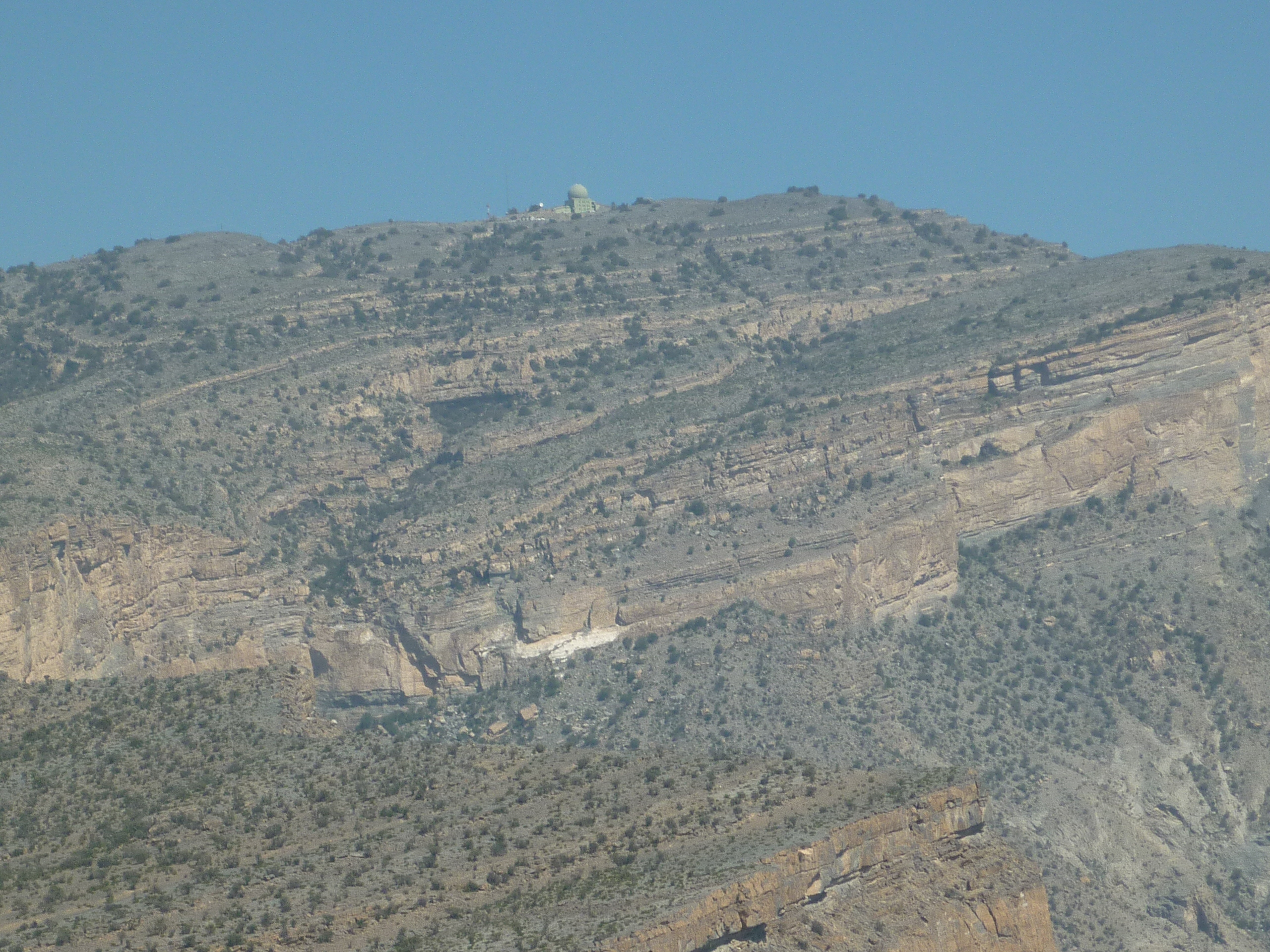
Гора Еш-Шамс
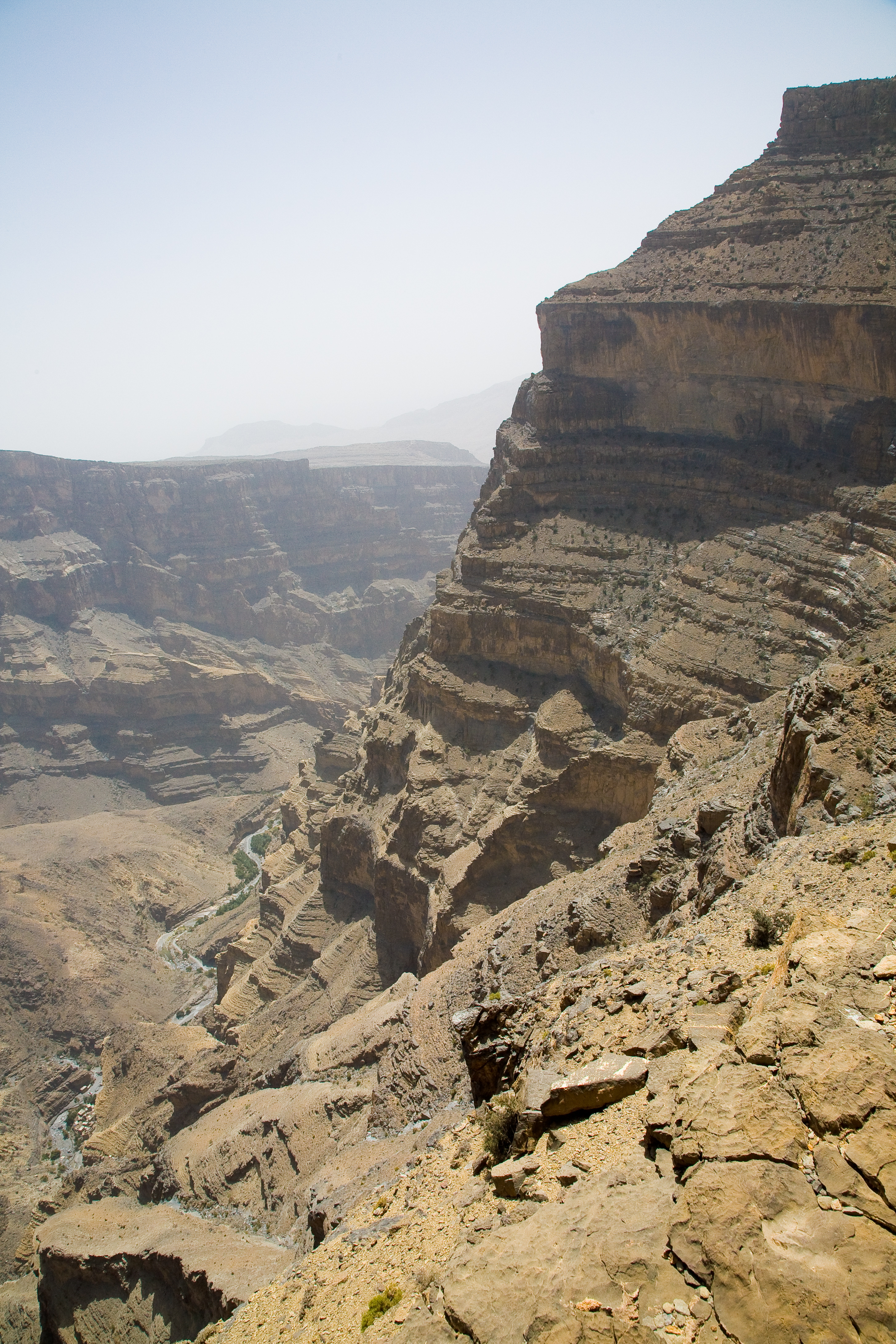
Гірська ущелина поблизу Еш-Шамсу
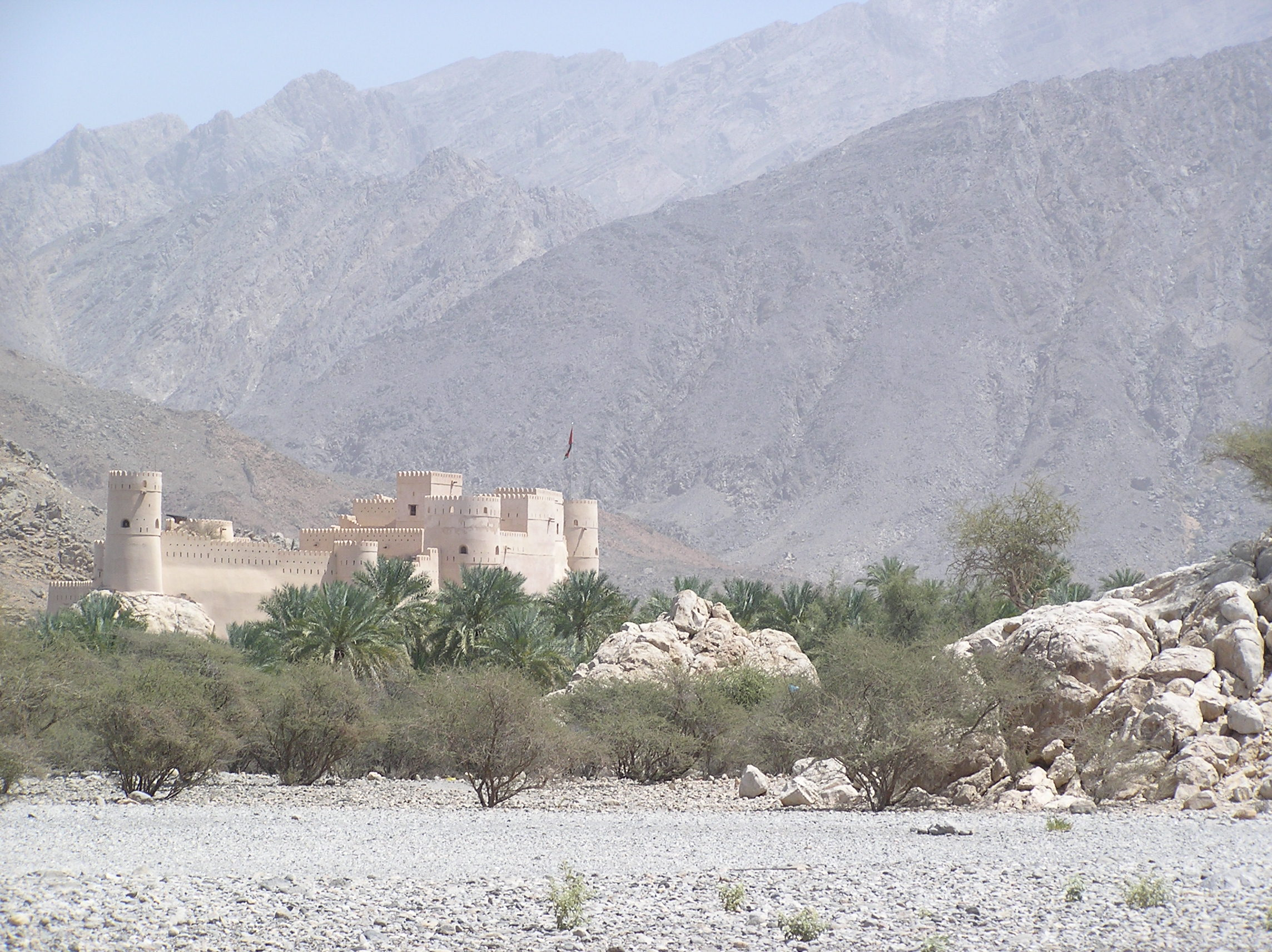
Передгір'я Хаджару

## Клімат
Територія Оману лежить у тропічному кліматичному поясі. Увесь рік панують тропічні повітряні маси. Спекотна посушлива погода з великими добовими амплітудами температури. Переважають східні пасатні вітри. У теплий сезон з морів та океанів можуть надходити шторми.

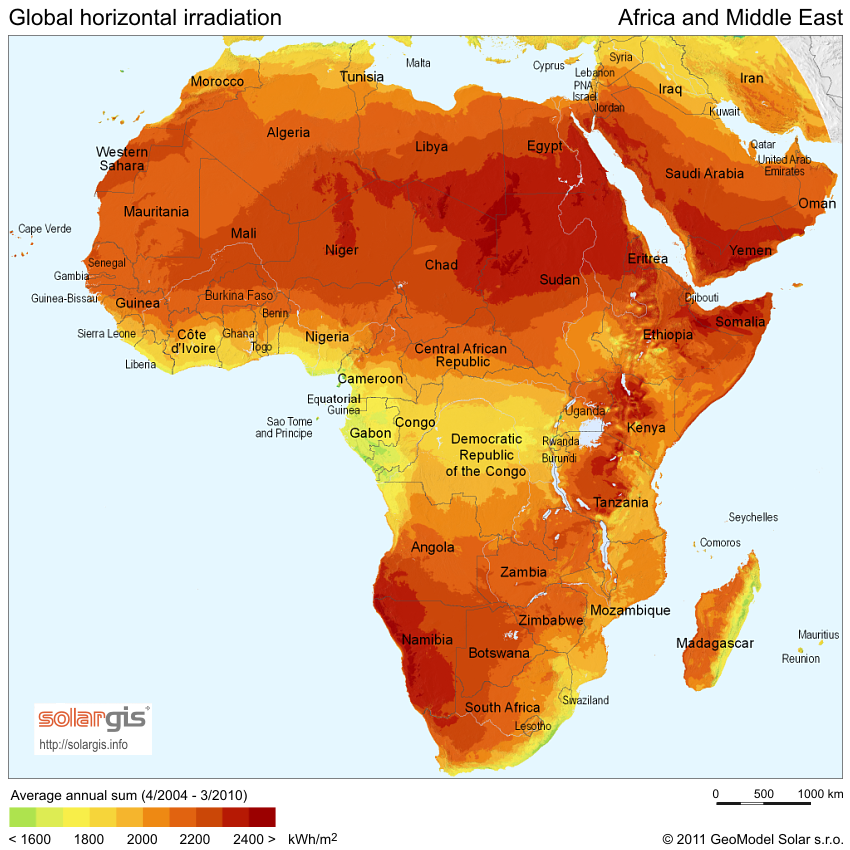
Сонячна радіація (англ.)
Кліматична карта Оману (за Кеппеном)Кліматична карта Оману (за Кеппеном)

Оман є членом Всесвітньої метеорологічної організації (WMO), в країні ведуться систематичні спостереження за погодою.

## Внутрішні води

Гідрографічна мережа ОмануГідрографічна мережа Оману
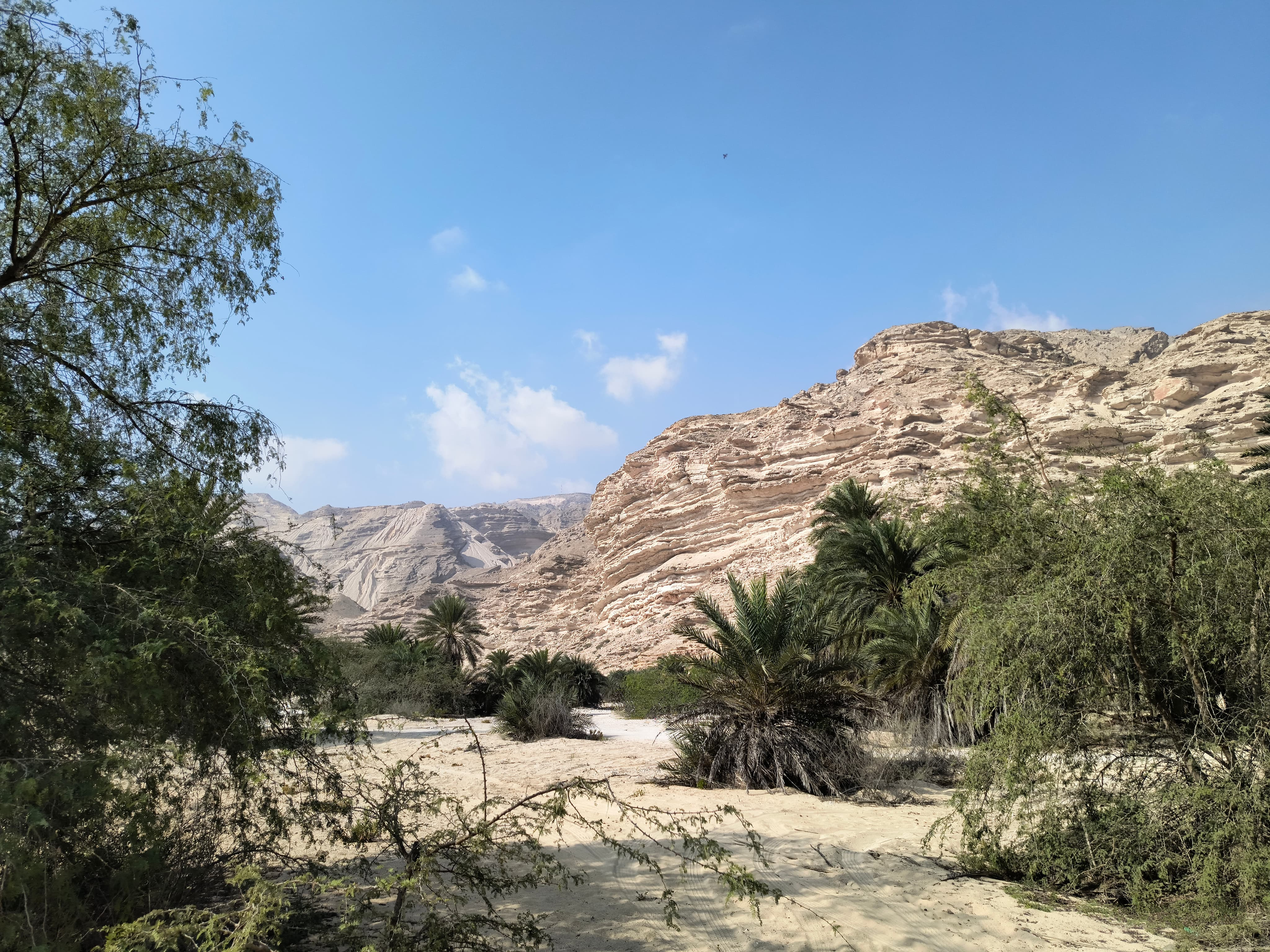
Ваді Аль-Нахіл
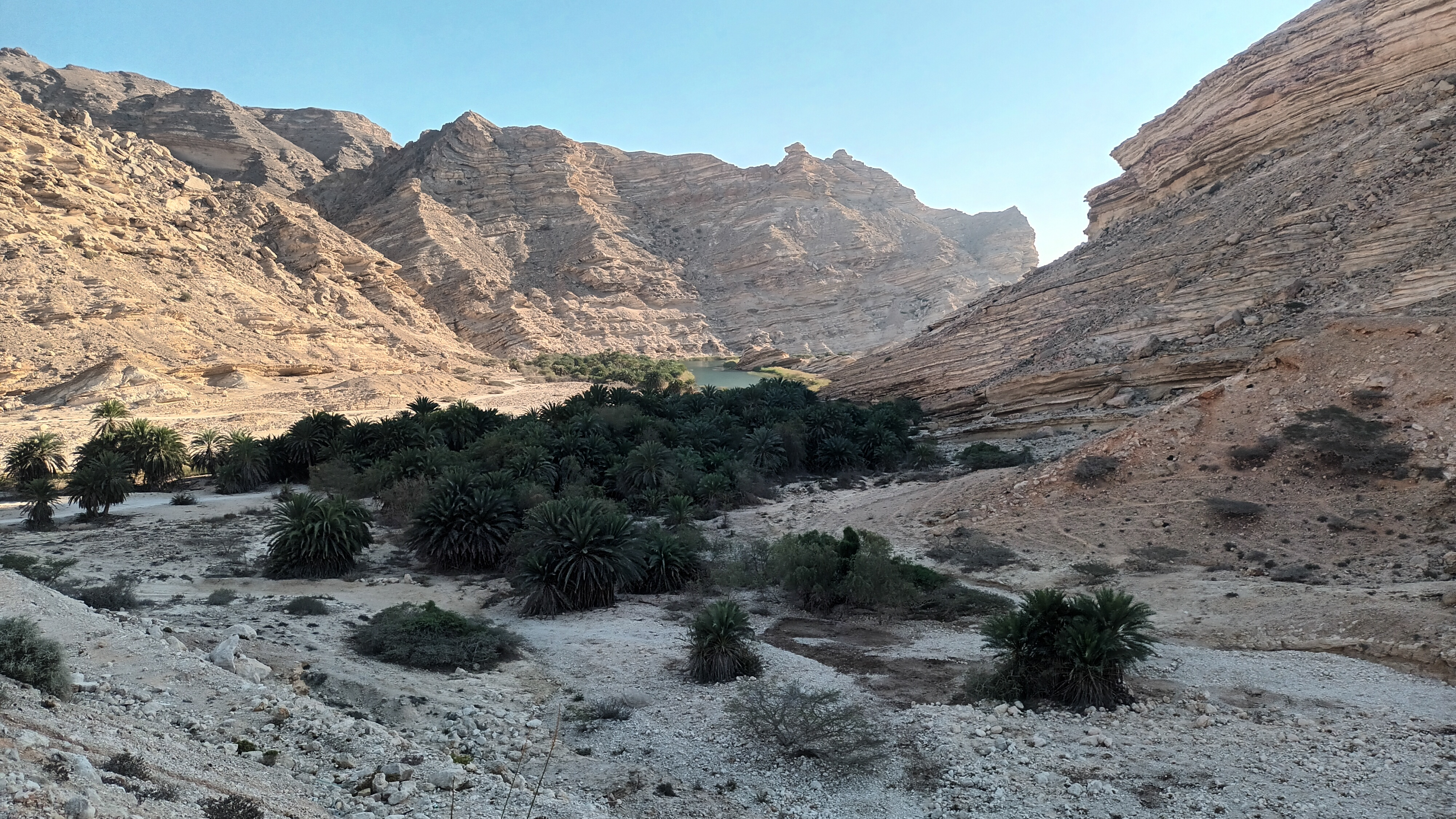
Ваді, Оман
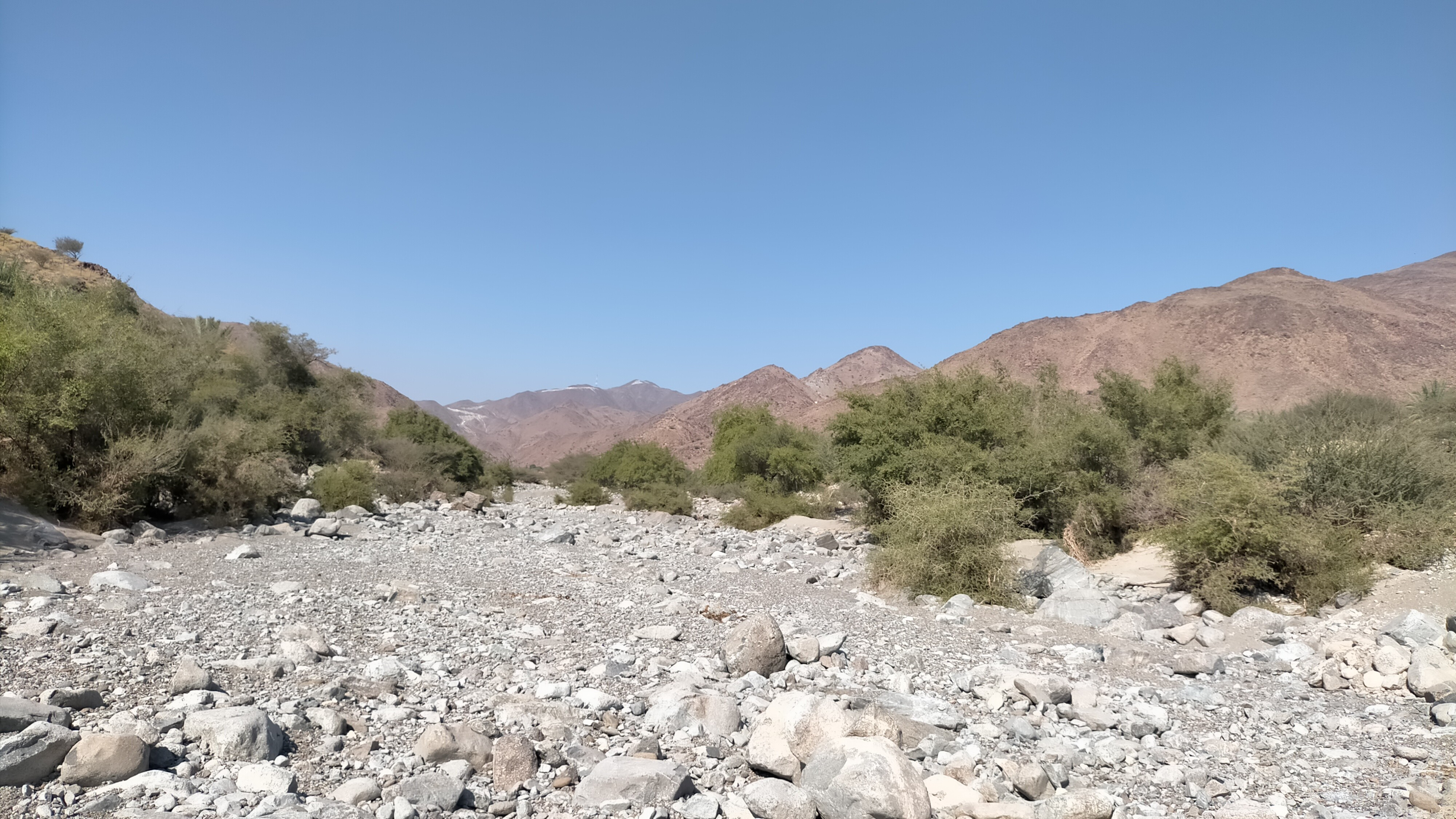
Ваді Аль-Хело
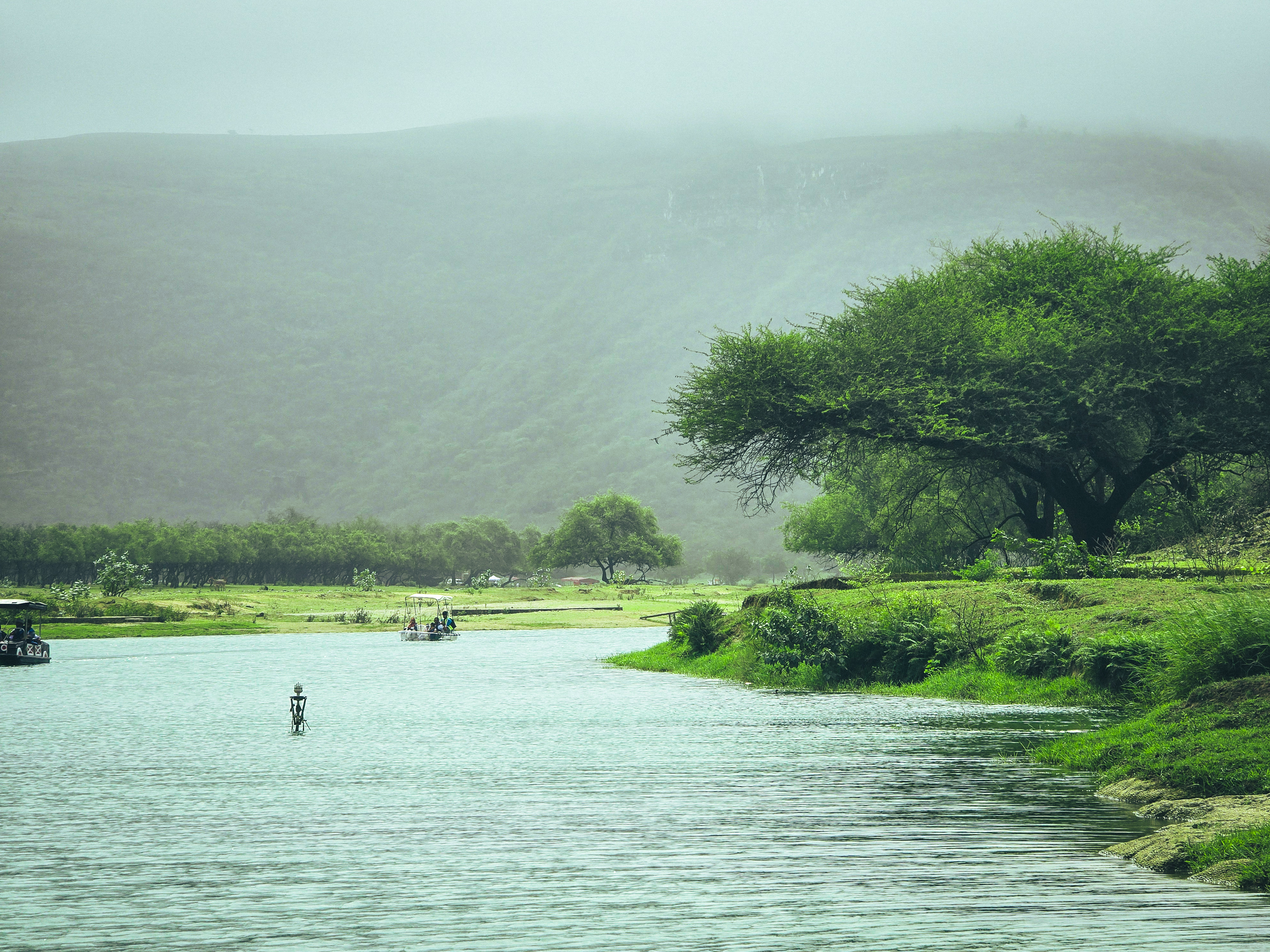
Озеро Ваді Дарбат

### Річки
Постійні водотоки відсутні, лише тимчасові — ваді. Належать басейну Індійського океану. У сухий сезон великі ділянки ваді залишаються оазами з пишною рослинністю. Найбільші ваді: Бені-Авф, Шаб, Тіві.

## Рослинність
Пустельна рослинність, у горах ділянки саван і вологих тропічних лісів.

## Тваринний світ
Зоогеографічно територія країни належить до Сахаро-Аравійської провінції Середземноморської підобласті Голарктичної області, лише крайній південь аравійського узбережжя до Східноафриканської підобласті Ефіопської області.

## Стихійні природні явища
На території країни спостерігаються небезпечні природні явища і стихійні лиха: літні вітри часто спричинюють пилові і піщані бурі; періодичні посухи.

## Природні ресурси

### Мінеральні ресурси
Надра Оману багаті на ряд корисних копалин: нафту, мідь, азбест, мармур, вапняк, хром, гіпс, природний газ.

### Водні ресурси
Загальні запаси відновлюваних водних ресурсів (ґрунтові і поверхневі прісні води) становлять 1,4 км³. Станом на 2012 рік в країні налічувалось 590 км² зрошуваних земель.

### Земельні ресурси
Земельні ресурси Оману (оцінка 2011 року):
- придатні для сільськогосподарського обробітку землі — 4,7 %,
  - орні землі — 0,1 %,
  - багаторічні насадження — 0,1 %,
  - землі, що постійно використовуються під пасовища — 4,5 %;
- землі, зайняті лісами і чагарниками — 0 %;
- інше — 95,3 %[1].

## Охорона природи
Серед екологічних проблем варто відзначити:
- зростаюче засолення ґрунтів;
- забруднення пляжів нафтовими продуктами;
- обмежені ресурси природних джерел питної води.

Оман є учасником ряду міжнародних угод з охорони навколишнього середовища:
- Конвенції про біологічне різноманіття (CBD),
- Рамкової конвенції ООН про зміну клімату (UNFCCC),
- Кіотського протоколу до Рамкової конвенції,
- Конвенції ООН про боротьбу з опустелюванням (UNCCD),
- Базельської конвенції протидії транскордонному переміщенню небезпечних відходів,
- Конвенції з міжнародного морського права,
- Лондонської конвенції про запобігання забрудненню моря скиданням відходів,
- Монреальського протоколу з охорони озонового шару,
- Міжнародної конвенції запобігання забрудненню з суден (MARPOL),
- Міжнародної конвенції з регулювання китобійного промислу[1].

## Ландшафти і фізико-географічне районування
Територія Оману вирізняється значним ландшафтним різноманіттям, попри загальну належність до посушливого кліматичного поясу. Поєднання високих гірських масивів, прибережних рівнин, пустельних плато та оазисів формує унікальну природну мозаїку. Ландшафтна структура Оману визначається поєднанням морських, гірських і пустельних елементів. Виділяють кілька провідних ландшафтних комплексів: 1 — прибережні рівнини (простягаються вузькою смугою уздовж узбережжя Оманської затоки й Аравійського моря; вирізняються великою кількістю лагун, солончаків та мангрових заростей); 2 — гірські ландшафти (гори Хаджар, що простягаються півмісяцем уздовж північного узбережжя;  відзначаються значними висотними контрастами; мозаїка степових, чагарникових і лісових угруповань; наявність багатьох ендемічних видів рослин); 3 — пустельні плато (займають значну частину території Оману; на сході країни розташована піщана пустеля Вахіба; на заході поширені кам’янисті пустелі та гравійні рівнини, що переходять у пустелю Руб-ель-Халі); 4 — ландшафти Південного Дофару (завдяки мусонним дощам, які приносять вологу з Індійського океану, влітку гірські схили вкриваються густою зеленню субтропічних лісів та пасовищ).

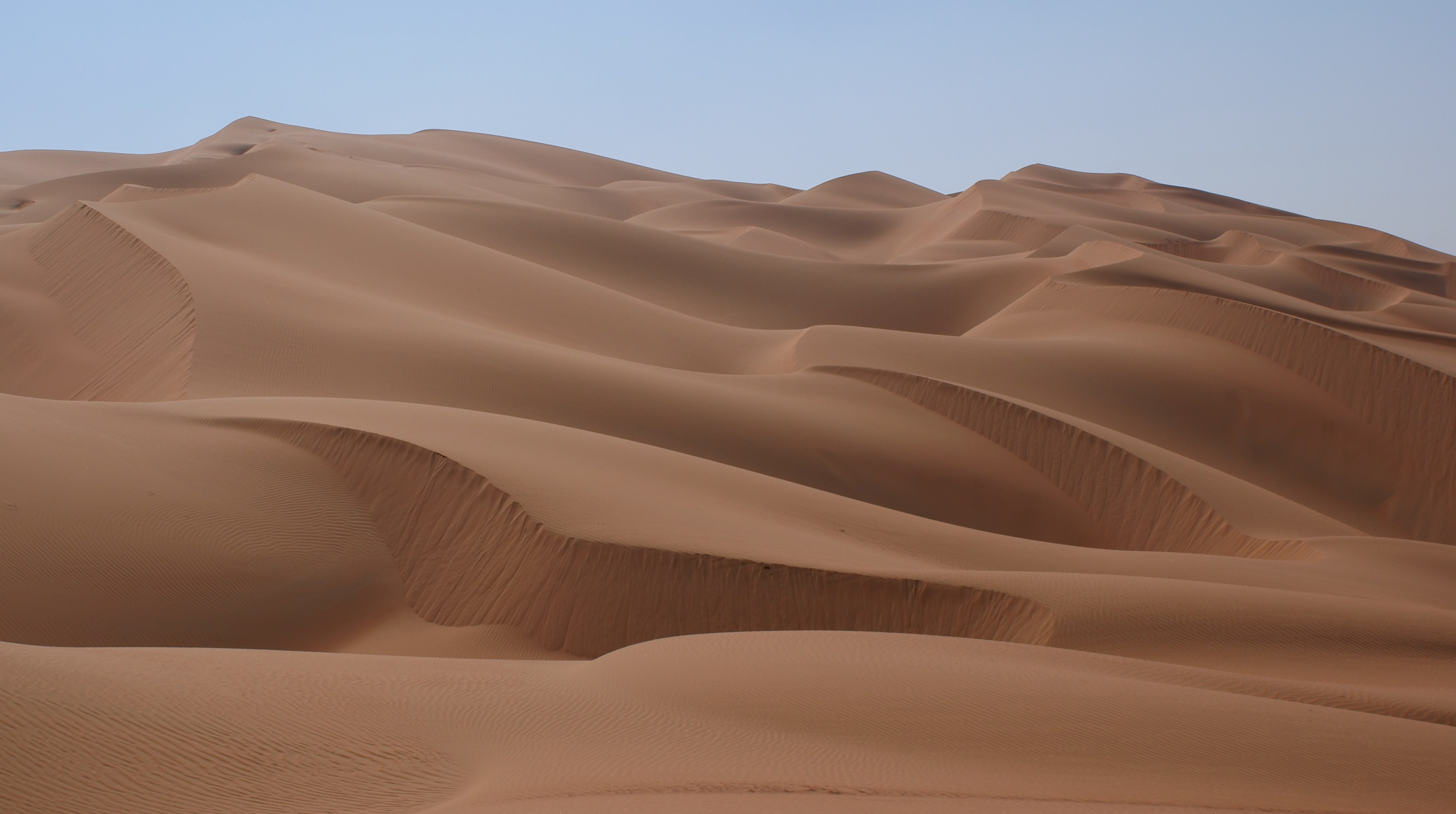
Пустеля Руб-ель-Халі
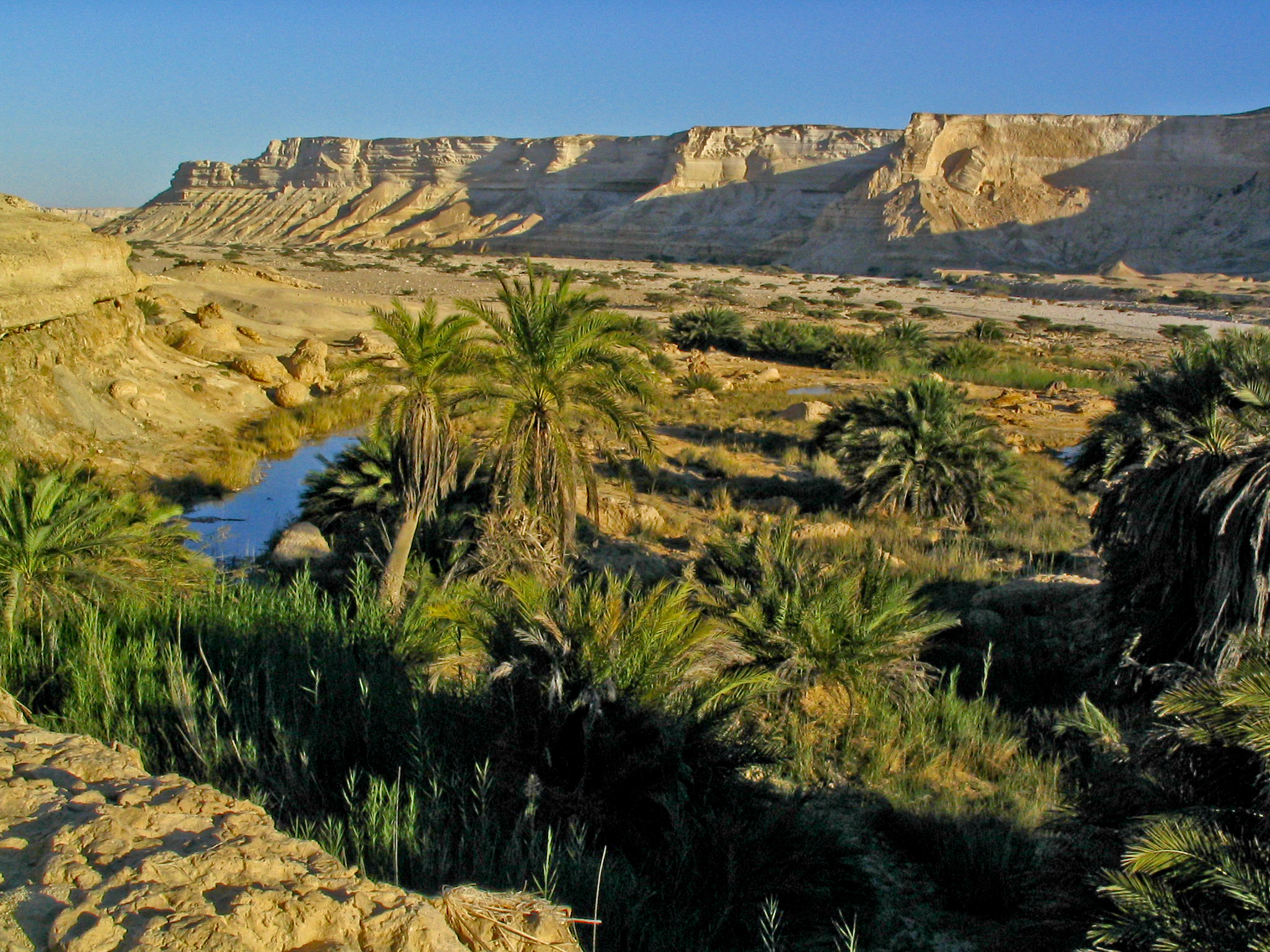
Оазис
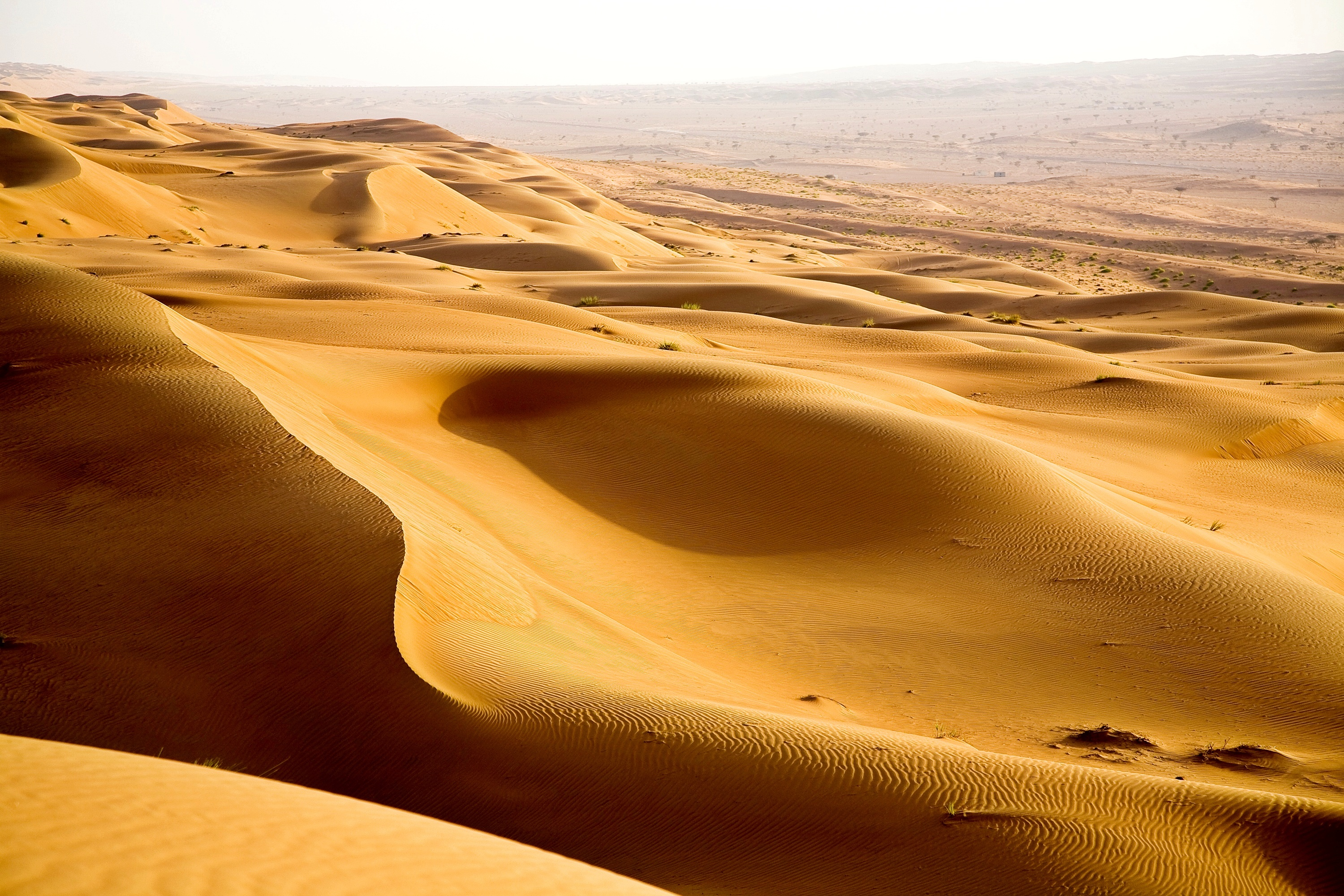
Пустеля Вахіба
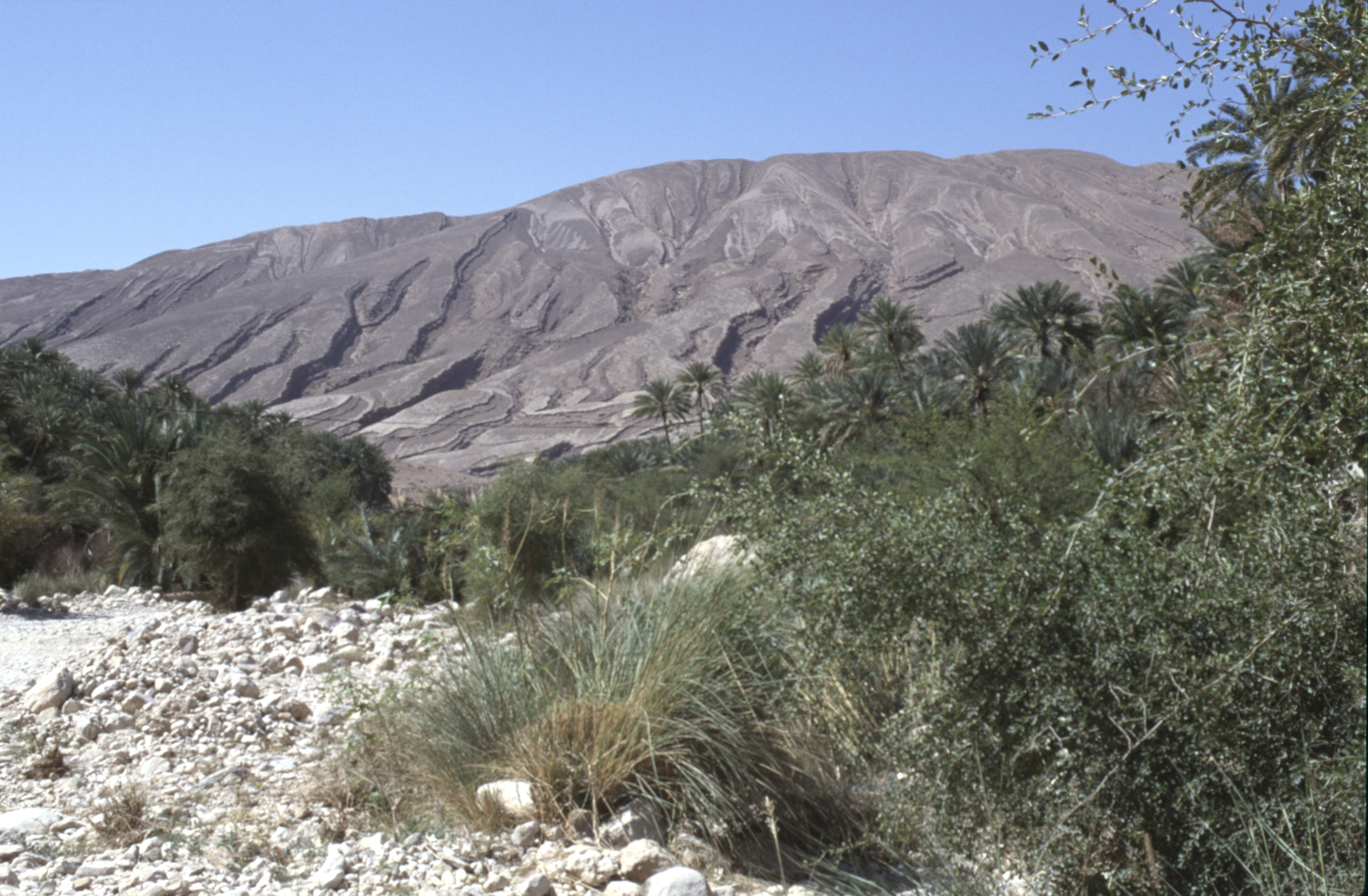
Ваді Енде
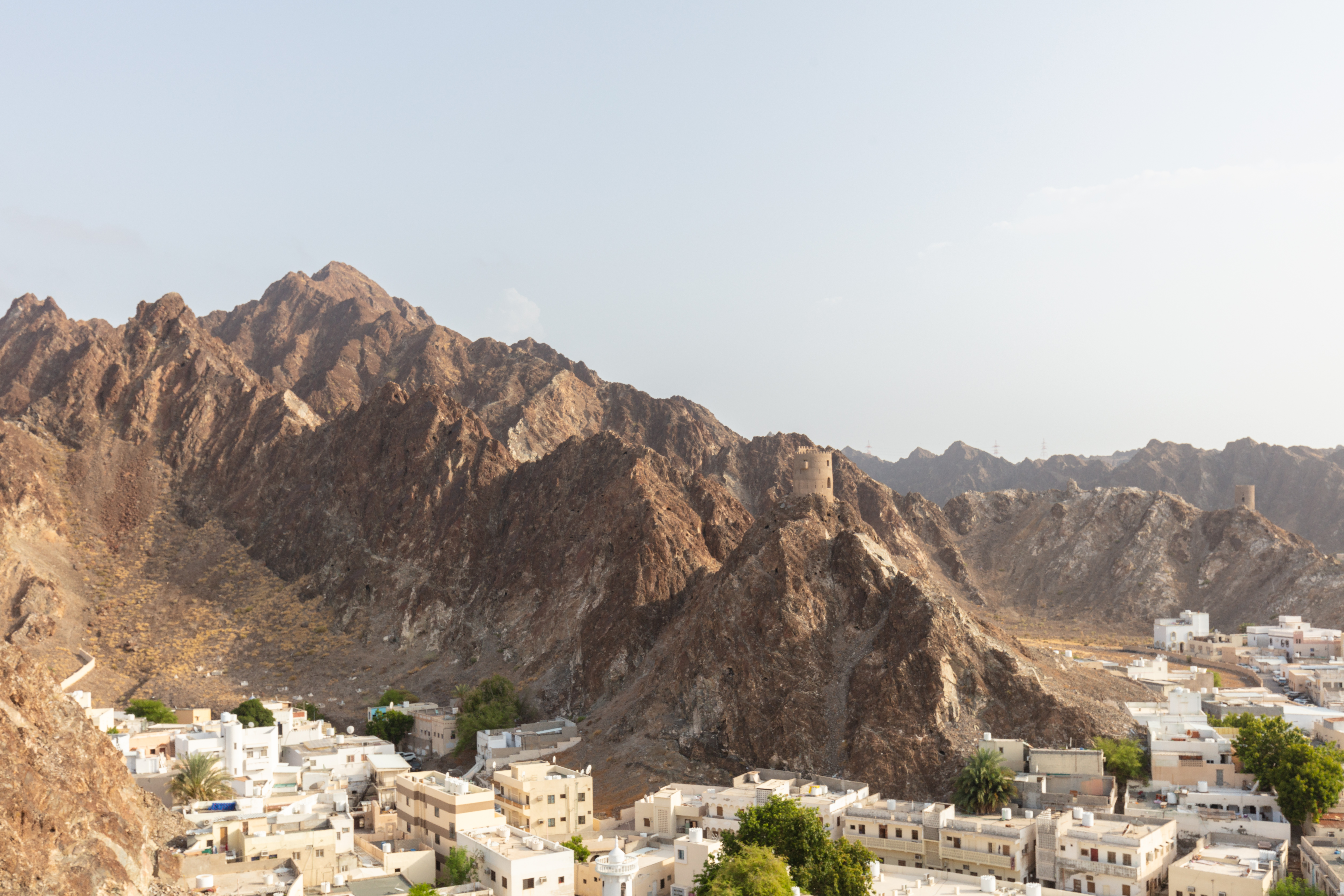
Околиці Матраху (узбережжя Оманської затоки)

За фізико-географічним районуванням світу Оман належить до Аравійсько-Месопотамської фізико-географічної країни, розташованій на древній Аравійській платформі. З огляду на природні умови та ландшафтну структуру, Оман можна поділити на 4 фізико-географічні провінції.
Північна гірсько-прибережна провінція. Охоплює гори Хаджар, що простягаються дугою довжиною понад 500 км уздовж узбережжя Оманської затоки. Це молоді складчасті гори, що утворилися внаслідок альпійського горотворення; висоти сягають понад 3000 м. Клімат тут напівпосушливий, завдяки висотній поясності. Провінцію можна поділити на 3 фізико-географічні райони: 1 — Північний  Ель-Хаджар (має значні висоти, глибокі каньйони, складений вапняками та офіолітами; клімат прохолодніший, ніж у навколишніх пустелях; поширене терасове землеробство); 2 — Центральний  Ель-Хаджар (менш високий, але складний у геологічному відношенні, включає численні долини ваді; поширені пасовища для кочового скотарства); 3 — Південний  Ель-Хаджар (прилягає до узбережжя Аравійського моря; висоти нижчі за 2000 м, але рельєф важкодоступний; відомий природними печерами й унікальними геоморфологічними формами; має багату флору, зокрема дикі оливи, акації та ефемерну рослинність).

Гори Хаджар
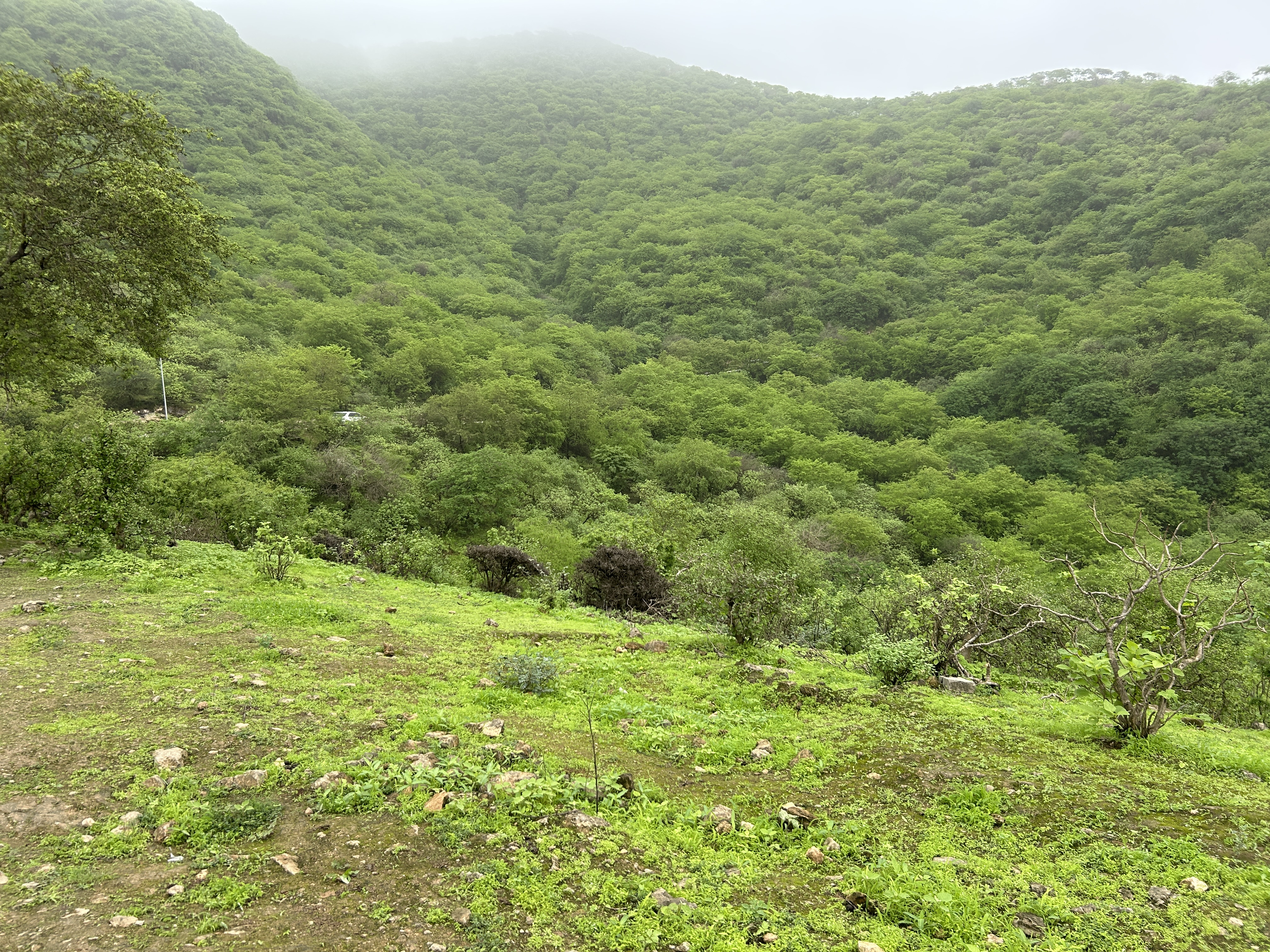
Гірський масив Ель-Ахдар
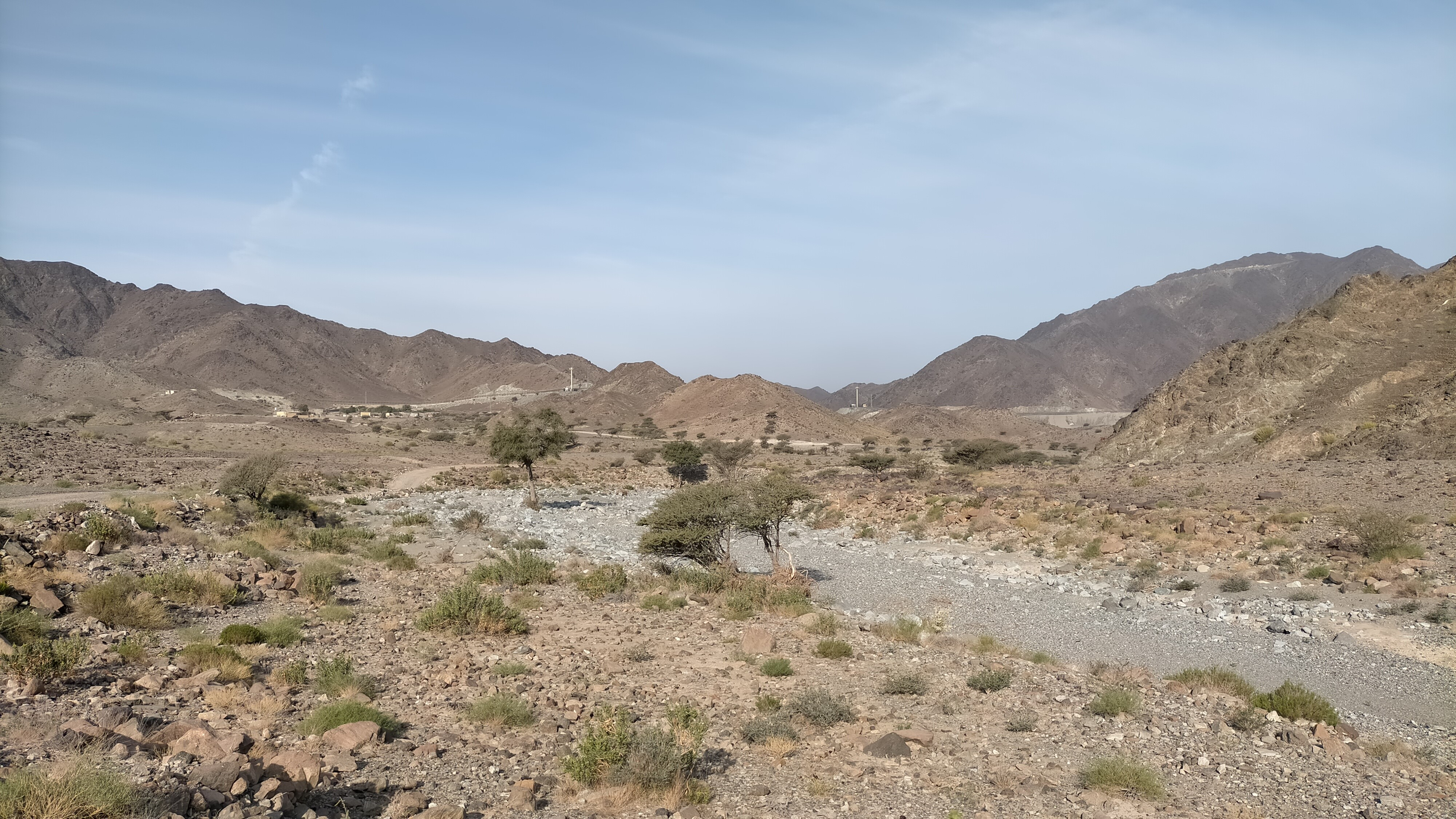
Ваді-аль-Кор в середній течії
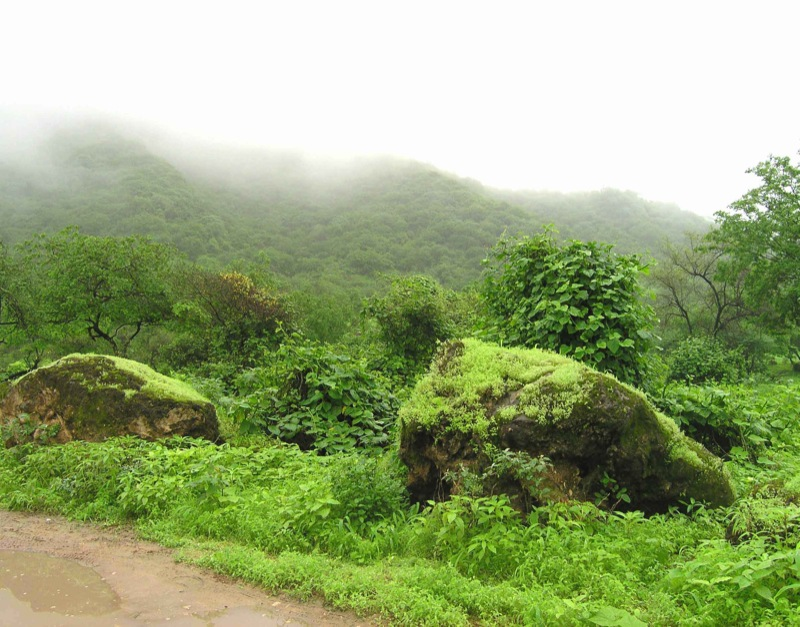
Околиці Салалі, Дофар
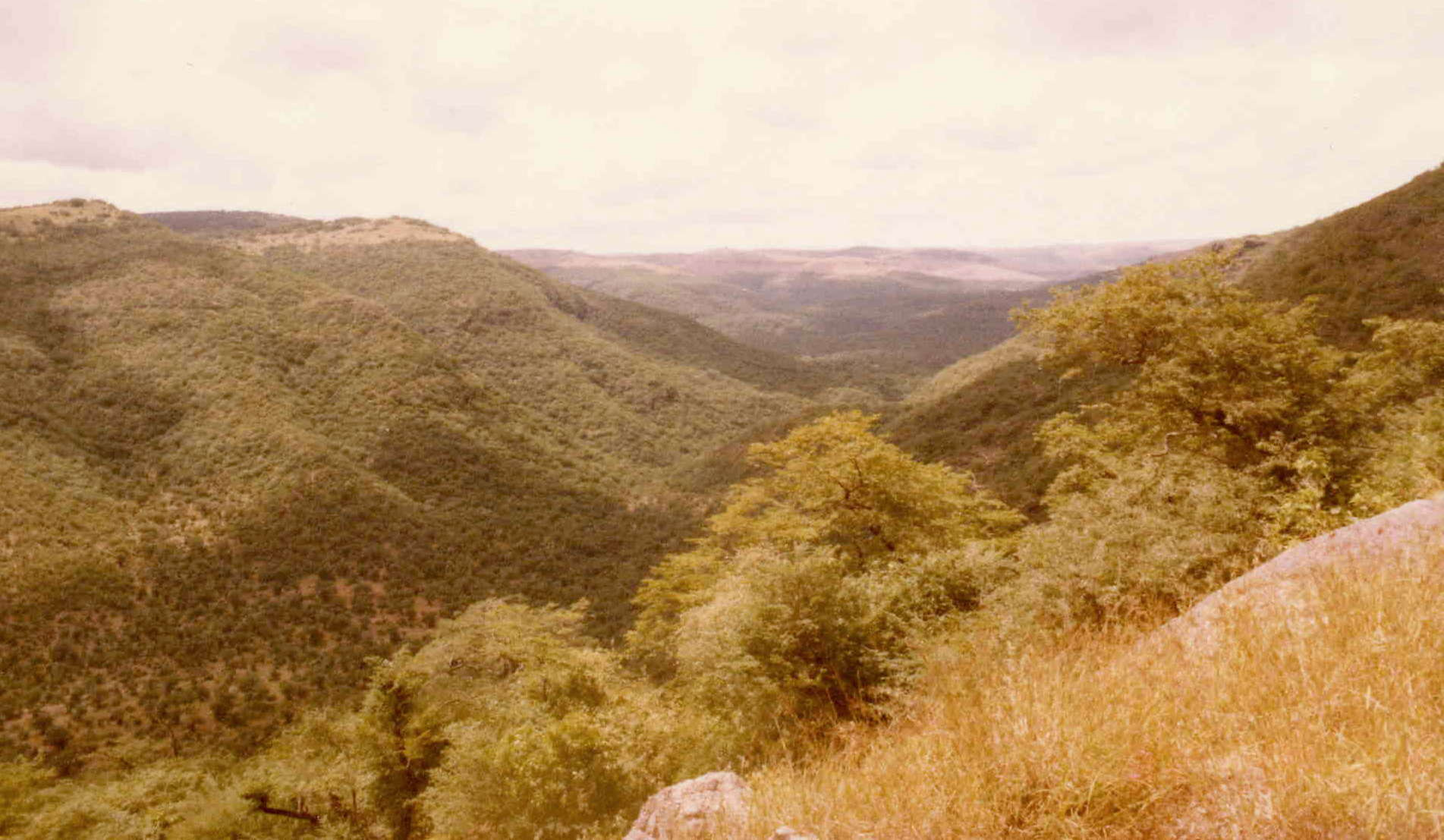
Гори на захід від Манстона, Дофар

Центральна пустельна провінція. Займає більшу частину внутрішніх — пустельних — територій країни. Клімат тут континентальний, із різкими добовими коливаннями температури, мізерними опадами (менше 100 мм/рік). Рослинність вкрай бідна. Провінцію можна поділити на 3 фізико-географічні райони: 1 — Пустеля Руб-ель-Халі (південний захід Оману; характеризується величезними дюнними полями заввишки до 200 м; рослинність бідна, представлена пустельними ксерофітами);  2 — Пустеля Вахіба (простягається на схід від Ель-Хаджара; має високі дюни червонуватого піску заввишки 100—150 м; унікальна фауна, рідкісні види птахів; тут розташовані традиційні бедуїнські поселення, де розводять верблюдів і кіз); 3 — Кам'янисті пустелі (центральний Оман; переважають хамади з уламковим і щебенистим покривом, майже позбавлені рослинності, лише по долинах ваді трапляються акації).

### Українською
- Атлас світу / голов. ред. І. С. Руденко ; зав. ред. В. В. Радченко ; відп. ред. О. В. Вакуленко. — К. : ДНВП «Картографія», 2005. — 336 с. — ISBN 9666315467.
- Атлас. 7 клас. Географія материків і океанів / Укладачі О. Я. Скуратович, Н. І. Чанцева. — К. : ДНВП «Картографія», 2014.
- Барановська О. В. Фізична географія материків і океанів : навч. посіб. для студентів ВНЗ : [у 2 ч.]. — Н. : Ніжинський державний університет ім. Миколи Гоголя, 2013. — 306 с. — ISBN 978-617-527-106-3.
- Бєлозоров С. Т. Географія материків. — К. : Вища школа, 1971. — 371 с.
- Гілецький Й. Р. Природні ресурси світу : Навч. посібник. — Львів : Світ, 2004. — 304 с. — ISBN 966-603-307-0
- Дахно І. І., С. М. Тимофієв. Країни світу: Енциклопедичний довідник. —  К. : Мапа, 2011. — 606 с. —  ISBN 978-966-8804-23-6
- Дубович І. А. Країнознавчий словник-довідник. — 5-те вид., перероб. і доп. — К. : Знання, 2008. — 839 с. — ISBN 978-966-346-330-8.
- Економічна і соціальна географія країн світу: Навч. Посібник / За ред. С. П. Кузика. — Львів : Світ, 2002. — 672. с.— ISBN 966-603-178-7
- Заставецький Ю. С. Регіональна фізична географія світу : Навч. посібник. — Львів : Світ, 2000. — 480 с.
- Ковальчук І. П. Ландшафтознавство : Підручник. — К. : Либідь, 2008. — 392 с. — ISBN 978-966-06-0504-4
- Маринич О. М., Шищенко П. Г., Пащенко В. І. Фізична географія світу : Підручник.  — К. : Вища школа, 2002. — 463 с. — ISBN 966-642-018-4
- Оман // Гірничий енциклопедичний словник : [у 3-х тт.] / за ред. В. С. Білецького. — Д. : Східний видавничий дім, 2004. — Т. 3. — 752 с. — ISBN 966-7804-78-X.
- Палієнко В. І., Шищенко П. Г., Бойко В. М. Фізична географія світу : Навч. посібник. — К. : КНУ ім.  Т. Шевченка, 2016. — 246 с. — ISBN 978-966-439-918-1
- Панасенко Б. Д. Фізична географія материків : навч. посіб. : в 2 ч. — В. : ЕкоБізнесЦентр, 1999. — 200 с.
- Пащенко В. І. Географія світового господарства : Навч. посібник. — К. : Видавничий центр КНУ, 2014. — 312 с. — ISBN 978-966-439-744-6
- Фізична географія материків та океанів : підруч. для студ. вищ. навч. закл. : у 2 т / за ред. П. Г. Шищенка. — К. : Видавництво Київського нац. ун-т ім. Т. Шевченка, 2009. — Т. 1. : Азія. — 643 с. — ISBN 978-966-439-257-7.
- Фізична географія материків та океанів : Підручник у 2-х т. / Ред. П. Г. Шищенко. — К. : Київський університет, 2018. — Т. 1. Азія. — 416 с. — ISBN 978-966-439-989-1
- Юрківський В. М. Регіональна економічна і соціальна географія. Зарубіжні країни: Підручник. — 2-ге. — К. : Либідь, 2001. — 416 с. — ISBN 966-06-0092-5.

### Англійською
- (англ.) Graham Bateman. The Encyclopedia of World Geography. — Andromeda, 2002. — 288 с. — ISBN 1871869587.

### Російською
- (рос.) Авакян А. Б., Салтанкин В. П., Шарапов В. А. Водохранилища. — М. : Мысль, 1987. — 326 с. — (Природа мира)
- (рос.) Алисов Б. П., Берлин И. А., Михель В. М. Курс климатологии [в 3-х тт.] / под. ред. Е. С. Рубинштейна. — Л. : Гидрометиздат, 1954. — Т. 3. Климаты земного шара. — 320 с.
- (рос.) Апродов В. А. Вулканы. — М. : Мысль, 1982. — 368 с. — (Природа мира)
- (рос.) Апродов В. А. Зоны землетрясений. — М. : Мысль, 2010. — 462 с. — (Природа мира) — ISBN 978-5-244-01122-7.
- (рос.) Бабаев А. Г., Зонн И. С., Дроздов Н. Н., Фрейкин З. Г. Пустыни. — М.  : Мысль, 1986. — 320 с. — (Природа мира)
- (рос.) Букштынов А. Д., Грошев Б. И., Крылов Г. В. Леса. — М. : Мысль, 1981. — 316 с. — (Природа мира)
- (рос.) Власова Т. В. Физическая география материков. С прилегающими частями океанов. Евразия, Северная Америка. — 4-е, перераб. — М. : Просвещение, 1986. — 417 с.
- (рос.) Гвоздецкий Н. А. Карст. — М. : Мысль, 1981. — 214 с. — (Природа мира)
- (рос.) Гвоздецкий Н. А., Голубчиков Ю. Н. Горы. — М. : Мысль, 1987. — 400 с. — (Природа мира)
- (рос.) Географический энциклопедический словарь: географические названия / под. ред. А. Ф. Трёшникова. — 2-е изд., доп. — М. : Советская энциклопедия, 1989. — 585 с. — ISBN 5-85270-057-6.
- (рос.) Исаченко А. Г., Шляпников А. А. Ландшафты. — М. : Мысль, 1989. — 504 с. — (Природа мира) — ISBN 5-244-00177-9.
- (рос.) Каплин П. А., Леонтьев О. К., Лукьянова С. А., Никифоров Л. Г. Берега. — М. : Мысль, 1991. — 480 с. — (Природа мира) — ISBN 5-244-00449-2.
- (рос.) Словарь современных географических названий / под общей редакцией акад. В. М. Котлякова. — Екатеринбург : У-Фактория, 2006.
- (рос.) Литвин В. М., Лымарев В. И. Острова. — М. : Мысль, 2010. — 288 с. — (Природа мира) — ISBN 978-5-244-01129-6.
- (рос.) Лобова Е. В., Хабаров А. В. Почвы. — М. : Мысль, 1983. — 304 с. — (Природа мира)
- (рос.) Максаковский В. П. Географическая картина мира. Книга I: Общая характеристика мира. — М. : Дрофа, 2008. — 495 с. — ISBN 978-5-358-05275-8.
- (рос.) Максаковский В. П. Географическая картина мира. Книга II: Региональная характеристика мира. — М. : Дрофа, 2009. — 480 с. — ISBN 978-5-358-06280-1.
- (рос.) Оман // Поспелов Е. М. Топонимический словарь. — М. : АСТ, 2005. — 229 с. — ISBN 5-17-016407-6.
- (рос.) Пфеффер П. Азия. — М. : Прогресс, 1982. — 316 с. — (Континенты, на которых мы живем)
- (рос.) География / под ред. проф. А. П. Горкина. — М. : Росмэн-Пресс, 2006. — 624 с. — (Современная иллюстрированная энциклопедия) — ISBN 5-353-02443-5.
- (рос.) Физико-географический атлас мира. — М. : Академия наук СССР и Главное управление геодезии и картографии ГУГК СССР, 1964. — 298 с.
- (рос.) Энциклопедия стран мира / глав. ред. Н. А. Симония. — М. : НПО «Экономика» РАН, отделение общественных наук, 2004. — 1319 с. — ISBN 5-282-02318-0.